# Iangreyita
La iangreyita és un mineral de la classe dels fosfats. Rep el seu nom en honor del Dr. Ian Edward Gray (1944), científic investigador en cap de CSIRO Minerals, a Melbourne, Austràlia, per les seves contribucions a la mineralogia, la cristal·lografia i la indústria de processament de minerals.

## Característiques
La iangreyita és un fosfat de fórmula química Ca₂Al₇(PO₄)₂(PO₃OH)₂(OH,F)₁₅(H₂O)₈. Va ser aprovada com a espècie vàlida per l'Associació Mineralògica Internacional l'any 2010. Cristal·litza en el sistema trigonal. Visualment similar a diversos minerals tipus alunita (p. Ex., crandal·lita, plumbogummita), així com a la krasnoïta i a la perhamita.
Segons la classificació de Nickel-Strunz, la iangreyita pertany a «08.DE: fosfats, amb cations només de mida mitjana, (OH, etc.):RO₄ = 3:1» juntament amb els següents minerals: senegalita, aldermanita, fluellita, bulachita, zapatalita, ceruleïta i juanitaïta.

## Formació i jaciments
Va ser descrita gràcies als exemplars trobats en dos indrets diferents: a la localitat de Krásno, a la regió de Karlovy Vary (República Txeca); i a la mina Silver Coin, a la localitat de Valmy (Nevada, Estats Units). També ha estat descrita a Herrebøkasa, a la localitat d'Aspedammen (Østfold, Noruega) i a Lucin, a l'estat de Utah (Estats Units).